# Johannes Schencking
Johannes Schencking (* im 14. Jahrhundert; † im 15. Jahrhundert) war Domherr in Münster.

## Leben
Johannes Schencking entstammte dem münsterischen Erbmännergeschlecht Schenckinck. Die Schenckings und die anderen Patrizierfamilien Münsters stellten jahrhundertelang die Mitglieder des Stadtrats, Bürgermeister und Stadtrichter. Über seine genealogische Abstammung liegen keinerlei Nachweise vor, ebenso wenig über sein Wirken. Lediglich im Archiv Stapel (U 116) belegt ein Dokument, dass Johannes am 7. November 1450 Domherr in Münster war. Diese Tatsache ist bedeutungsvoll, denn in der damaligen Zeit hatte sich der Brauch entwickelt, nur Adligen oder Ritterbürtigen den Zugang zu einem Amt im Domkapitel zu ermöglichen. In einem Statut aus dem Jahre 1392 hatte sich das Domkapitel diese Praxis vom Papst bestätigen lassen. Hieraus entwickelte sich ein über Jahrhunderte dauernder Streit, der vor dem Reichskammergericht in Speyer ausgetragen wurde. Dabei ist es dem Einsatz der Mitglieder der Familie Schencking und vor allem Johann Kerckerinck zu verdanken, dass die Erbmänner zu ihrem Recht kamen und fortan wieder Platz im Domkapitel finden konnten.